# María Nsué Angüe
María Nsué Angüe (n. 1945, Ebibeyín, Río Muni⁠(d), Guineea Ecuatorială – d. 18 ianuarie 2017, Malabo, Guineea Ecuatorială) a fost o scriitoare din Guineea Ecuatorială și ministru. Născută din părinți de etnie Fang, ea a emigrat împreună cu familia în Spania când avea doar 8 ani. Acolo a studiat literatura și a descoperit pasiunea ei pentru scris. S-a întors în Guineea Ecuatorială și a lucrat pentru Ministerul Educației și Culturii. În anii ce au urmat, ea a decis să plece din Africa, stabilindu-se la Madrid, în Spania.
În 1985 a publicat romanul Ekomo fiind prima carte scrisă de o femeie din Guineea Ecuatorială.